# 新教堂 (斯特拉斯堡)

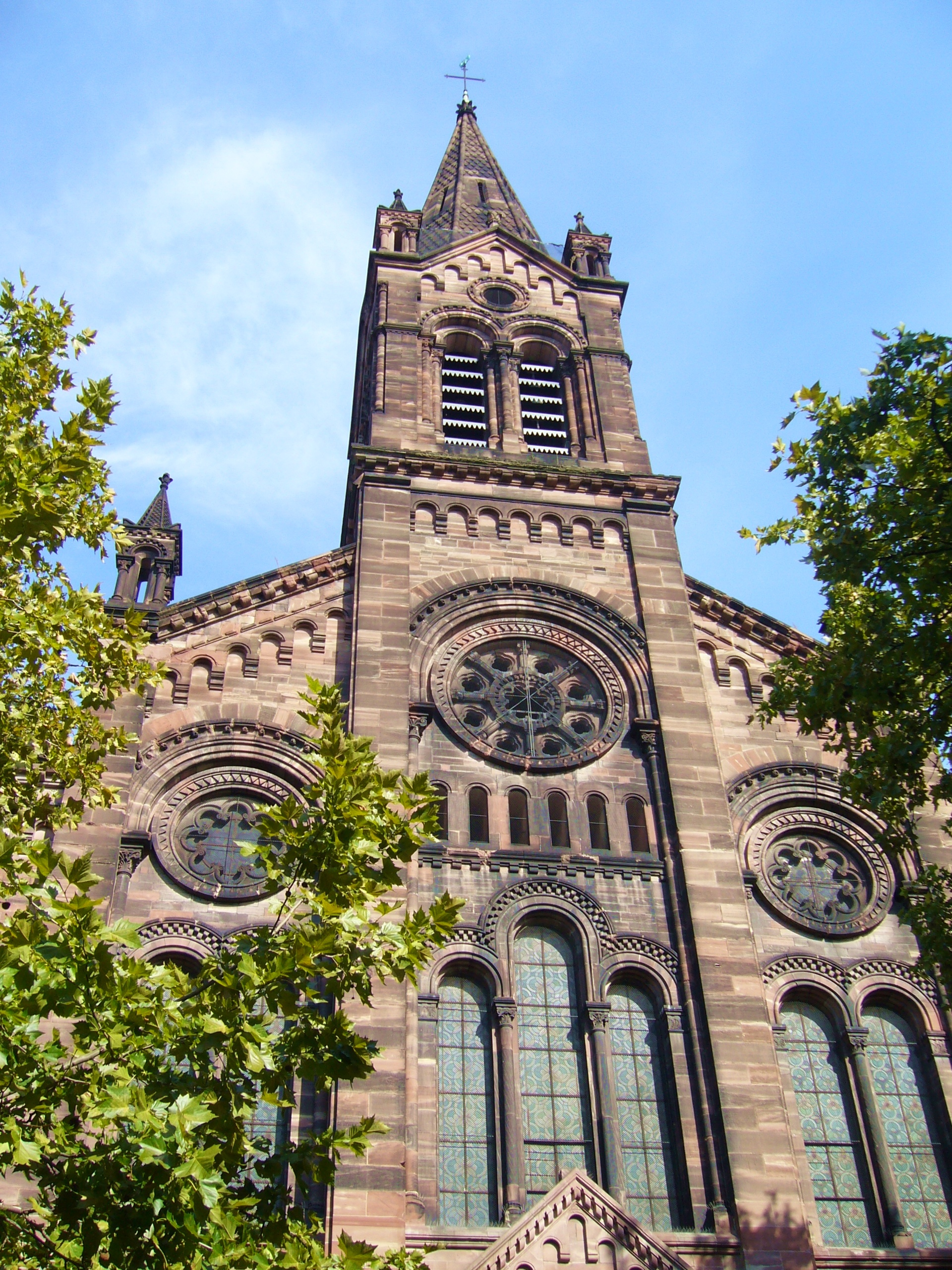
Fassade des Temple Neuf

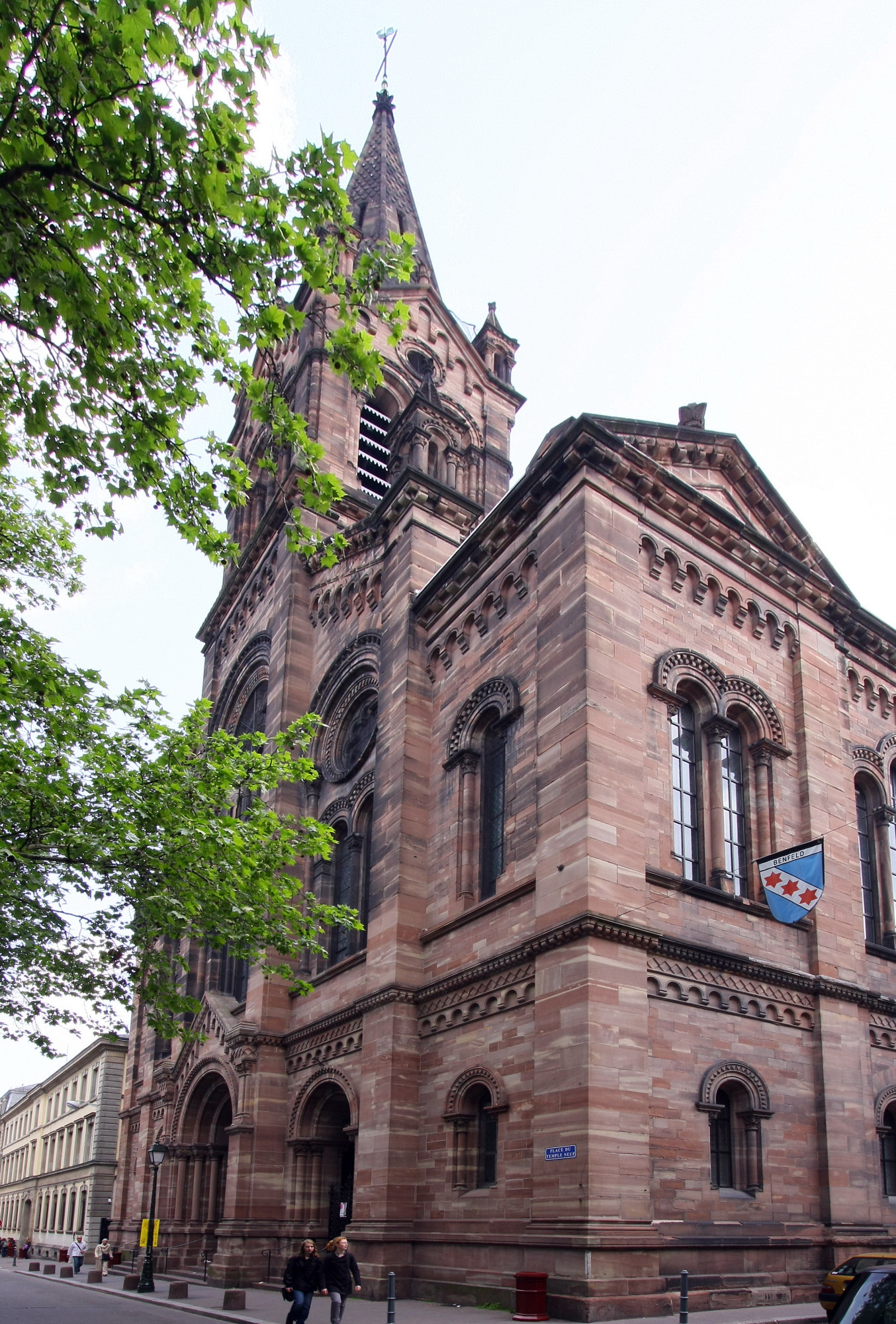
Seitenansicht der Fassade

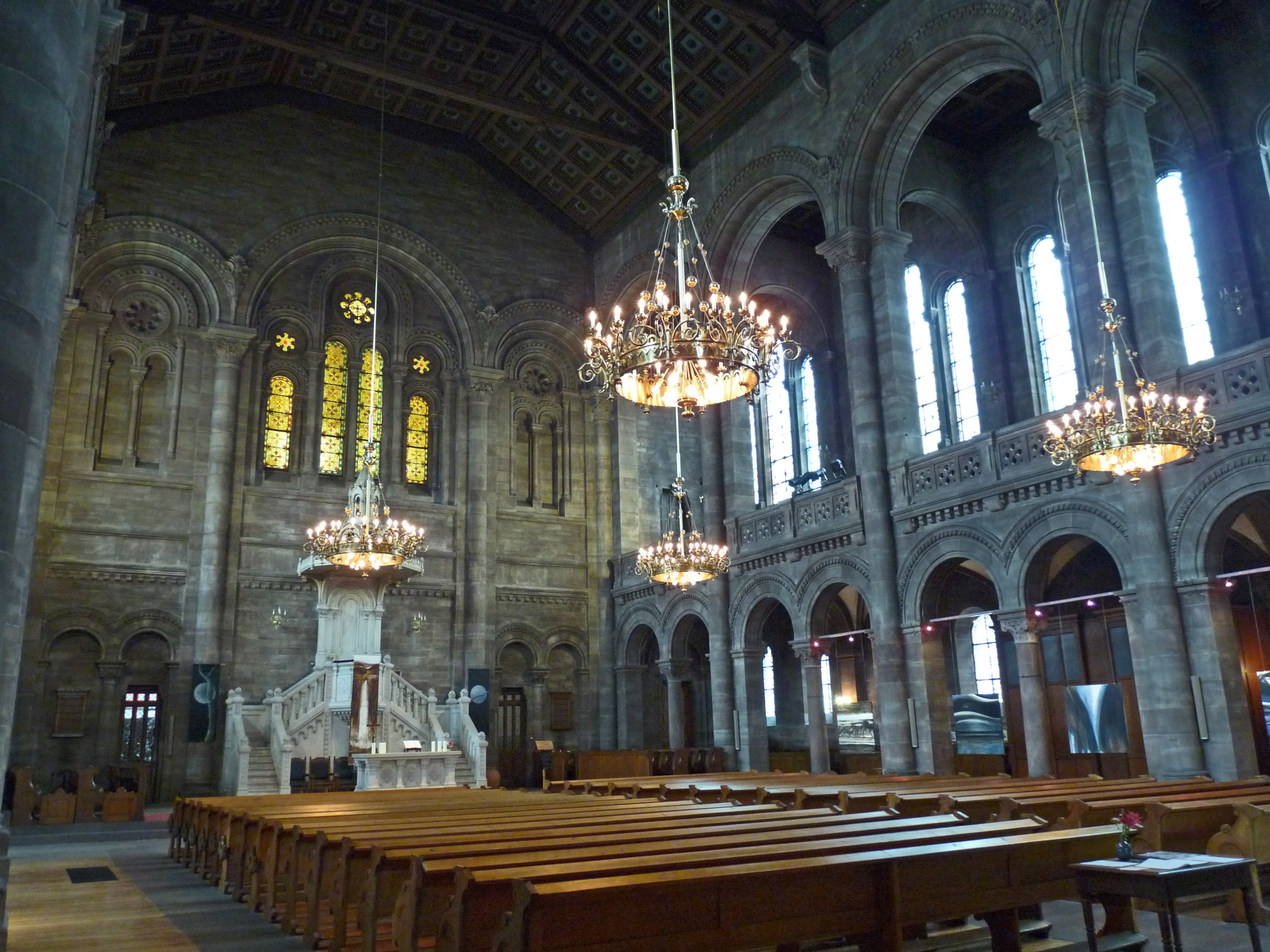
Innenansicht

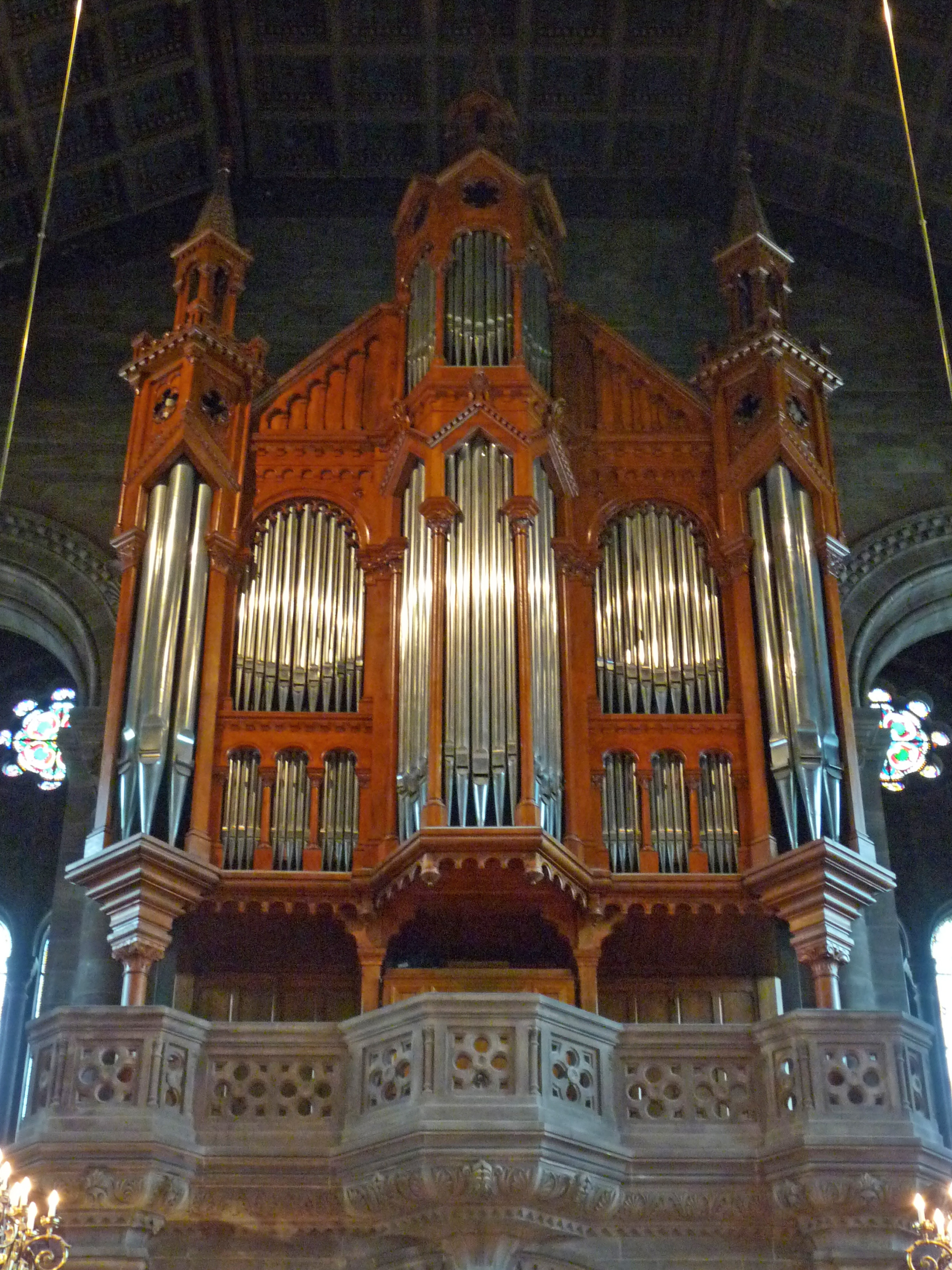
Die Orgel

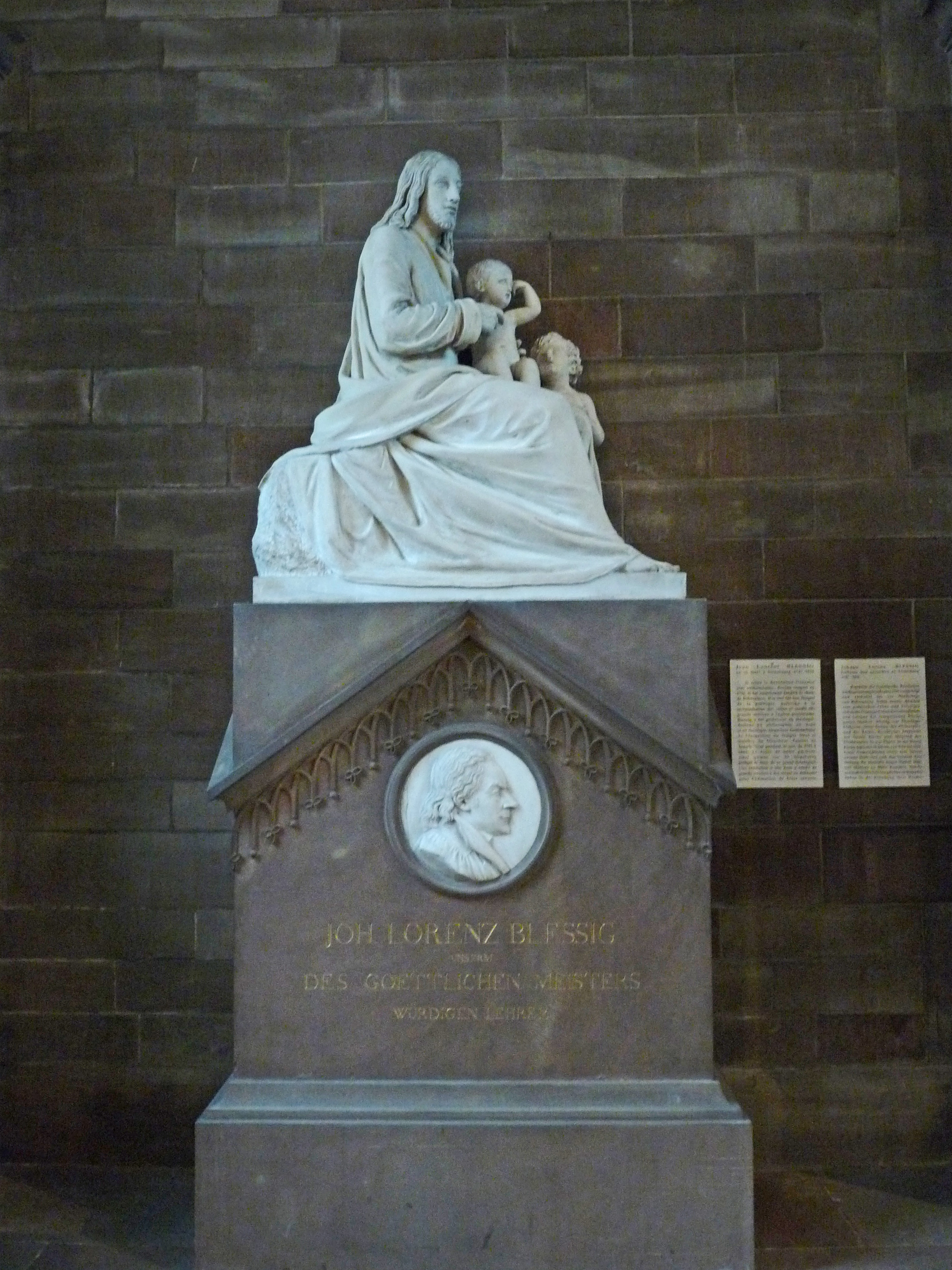
Denkmal für Johann Lorenz Blessig, von Landolin Ohmacht

新教堂（Temple Neuf）是斯特拉斯堡的一座路德会教堂，在1870年普法战争中遭到破坏，目前的建筑是19世纪重建的新罗曼式建筑。

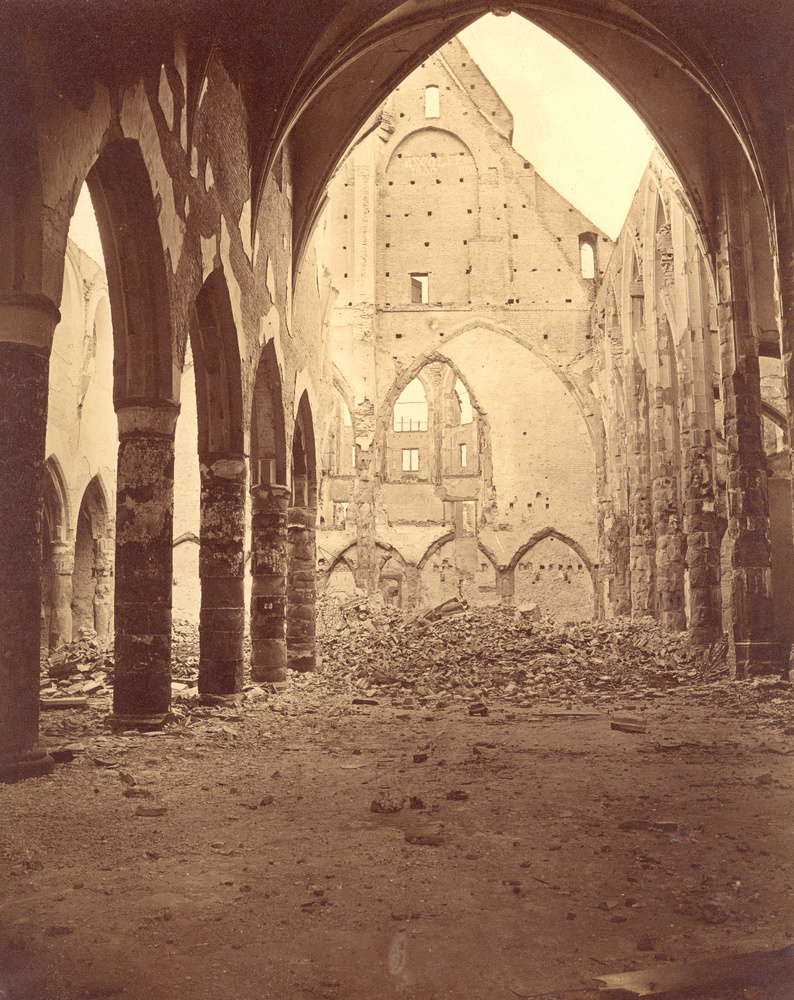
1870年